# Minced valves
Minced valves, Extinct orders of the class Bilvalvia is een studioalbum van Conrad Schnitzler, Steve Schroyder en Patrick Gresbek. Het is een drietal musici die bekend werd uit de elektronische muziek. Schnitzler maakte deel uit van een van de eerste samenstellingen van Tangerine Dream, Schroyder kwam later die band versterken. In 1977 was de elektronische muziek door de ontwikkelingen binnen de synthesizers uit het experimentele circuit gekomen met zelfs hitjes, zoals van Jean Michel Jarre, Kraftwerk en bijvoorbeeld het Nederlandse Peru. Tangerine Dream en Klaus Schulze uit Duitsland kregen zelfs een apart genre toebedeeld: Berlijnse School voor elektronische muziek.
Minced valves is van een geheel andere orde; het is een teruggang naar de experimentele kant van de elektronische muziek met de versterkte ruis en soms ook weer piepjes en bliepjes, maar ook af en toe industrialtrekjes. Het sluit meer aan bij de elektronische muziek van de jaren ’50 en ’60, dan bij die van de jaren ’70. Ook de titels van de nummers wijzen op het experimentele karakter. De opnamen werden gemaakt in de Tonstudio in Berlijn, maar verdwenen uit zicht. Pas in 2010 kwam het album uit bij Ricochet Dreams, de naam van dat platenlabel verwijst naar het album Ricochet. 

## Musici
- Conrad Schitzler, Steve Schroyder, Patrick Gresbek – synthesizers, elektronica

## Muziek
| Nr. | Titel                                | Duur  |
| --- | ------------------------------------ | ----- |
| 1.  | PRA (Schnitzler)                     | 4:15  |
| 2.  | CYR (Schnitzler)                     | 4:08  |
| 3.  | TRI (Schnitzler)                     | 4:40  |
| 4.  | MOD (Schnitzler)                     | 9:22  |
| 5.  | CYC (Schnitzler, Schroyder, Gresbek) | 8:22  |
| 6.  | HIP (Schnitzler, Schroyder, Gresbek) | 1:21  |
| 7.  | LYR (Schnitzler, Schroyder, Gresbek) | 6:11  |
| 8.  | RED (Schnitzler, Schroyder, Gresbek) | 10:03 |
| 9.  | PCT (Schnitzler, Schroyder, Gresbek) | 12:12 |